# Geovanis Cassiani
Francisco Geovanis Cassiani Gómez (Medellín, 1970. január 10. –) korábbi kolumbiai válogatott labdarúgó.
Pályafutása során az Atlético Nacionalban, az América de Caliban, a Deportivo Tolimában és a Deportiva Juniorban szerepelt.
A kolumbiai labdarúgó-válogatottban 1990 és 1997 között 7 alkalommal szerepelt és egyetlen gólt sem szerzett. Tagja volt az 1990-es labdarúgó-világbajnokságon részt vevő válogatott keretének és részt vett az 1992-es barcelonai nyári olimpiai játékokon.

## Külső hivatkozások
- fifa.com Archiválva 2012. november 10-i dátummal a Wayback Machine-ben